# Anuța Cătună
Anuța Cătună (née le 1er octobre 1968 à Lunca Ilvei) est une athlète roumaine spécialiste du semi-marathon et du marathon.

## Carrière

### Palmarès
| Date | Compétition                            | Lieu        | Résultat | Épreuve       | Performance     |
| ---- | -------------------------------------- | ----------- | -------- | ------------- | --------------- |
| 1991 | Marathon de Leipzig                    | Leipzig     | 1re      | Marathon      | 2 h 45 min 01 s |
| 1992 | Championnats du monde de semi-marathon | Newcastle   | 4e       | Semi-marathon | 1 h 10 min 25 s |
| 1994 | Championnats d'Europe                  | Helsinki    | 5e       | Marathon      | 2 h 32 min 51 s |
| 1994 | Championnats du monde de semi-marathon | Oslo        | 2e       | Semi-marathon | 1 h 09 min 35 s |
| 1995 | Championnats du monde de semi-marathon | Montbéliard | 2e       | Semi-marathon | 1 h 10 min 28 s |
| 1995 | Championnats du monde                  | Göteborg    | 2e       | Marathon      | 2 h 26 min 25 s |
| 1996 | Jeux olympiques d'été                  | Atlanta     | 44e      | Marathon      | 2 h 42 min 01 s |
| 1996 | Marathon de New York                   | New York    | 1re      | Marathon      | 2 h 28 min 18 s |
| 1997 | Championnats du monde                  | Athènes     | 11e      | Marathon      | 2 h 38 min 38 s |
| 2000 | Jeux olympiques d'été                  | Sydney      | —        | Marathon      | Abandon         |

### Records
| Épreuve       | Performance     | Lieu     | Date         |
| ------------- | --------------- | -------- | ------------ |
| Semi-marathon | 1 h 09 min 16 s | Lisbonne | 12 mars 1995 |
| Marathon      | 2 h 26 min 25 s | Göteborg | 5 août 1995  |